# Jacopo Amigoni
Jacopo Amigoni (Napoli o Venezia, 1682 – Madrid, 1752) è stato un pittore italiano, appartenente alla corrente del rococò.

## Biografia
Stilisticamente, mostra una formazione nella cerchia di Luca Giordano, con influssi di Francesco Solimena e della scuola romana. Se fosse nato a Napoli, sarebbe certamente giunto molto giovane a Venezia, dove egli risulta indicato dalla Fraglia, la corporazione dei pittori veneziani, fuori Venezia nel 1711. Nella città lagunare, subisce gli influssi di Antonio Bellucci, Sebastiano Ricci, Antonio Balestra, Giovanni Antonio Pellegrini e Rosalba Carriera.

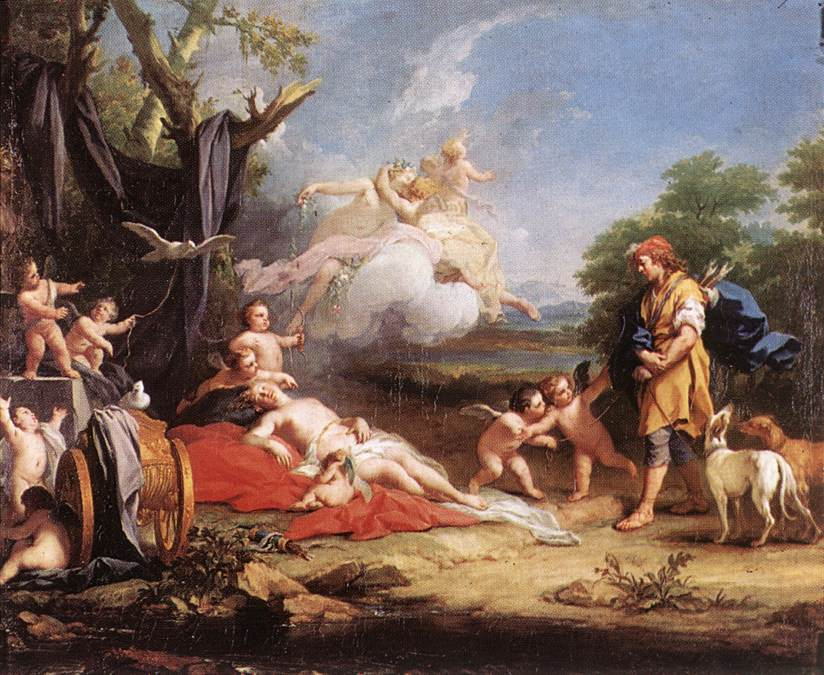
Venere e Adone, Venezia, Gallerie dell'Accademia

Dal 1717 è in Baviera – ma risulta un viaggio a Venezia nel 1726 – nel Castello di Nymphenburg, dal 1719 nel castello di Schleißheim e dal 1725 al 1729 nell'abbazia benedettina di Ottobeuren: in questi affreschi l'Amigoni si mostra uno dei primi seguaci del rococò veneziano, che non casualmente è chiamato, in Germania, anche "stile Amigoni".
Dal 1730 al 1739 è in Inghilterra, operoso nel Palazzo Thonkerville, a Pown House, a Moor Park e nel Teatro del Covent Garden, illustrando scene mitologiche e storiche; il suo arrivo in Inghilterra è testimoniato dall'inglese George Vertue, che riporta anche la notizia del suo alunnato a Düsseldorf presso Giovanni Battista Bellucci, figlio del più noto Antonio. È di questo periodo il suo matrimonio con il mezzosoprano Maria Antonia Marchesini, detta La Lucchesina il 17 maggio 1738.

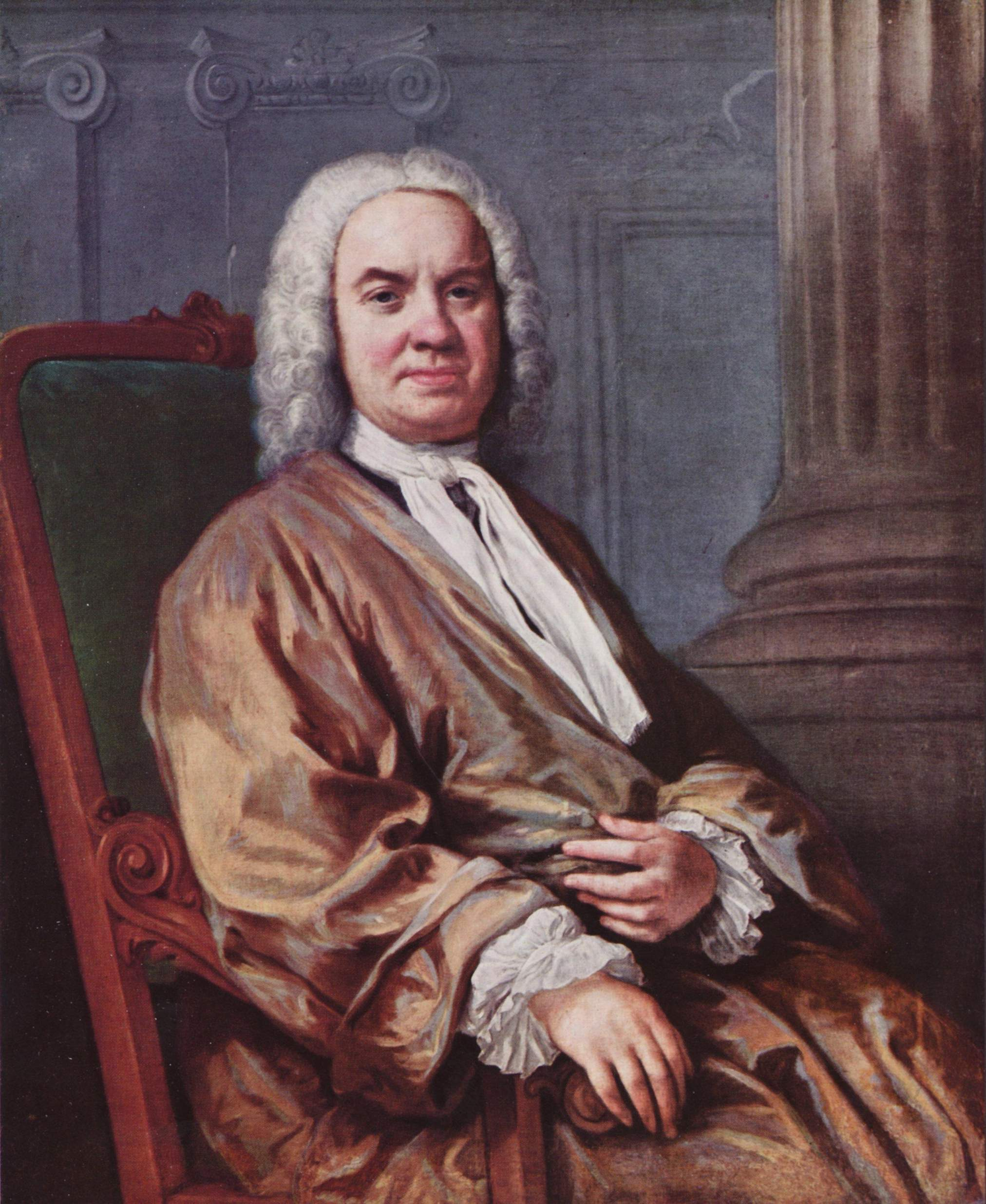
Ritratto di Siegmund Streit, Berlino, Staatliche Museen

Da un viaggio a Parigi nel 1736 insieme al celebre cantante Farinelli conosce la pittura di François Lemoine e Boucher. Oltre a ciò è la relazione stilistica con i fiamminghi Theodoor van Thulden e Adriaen van der Werff, da lui conosciuti probabilmente in Baviera.
Nel 1739 ritorna in Italia, forse a Napoli e certamente a Montecassino, nella cui Abbazia esistevano due sue tele, distrutte nella seconda guerra mondiale, lavorando fino al 1747 a Venezia per il commerciante berlinese Sigismund Streit, per la Casa Savoia e per chiese e palazzi veneziani e veneti.
Nel tardo 1747 lascia definitivamente l'Italia per stabilirsi a Madrid, chiamato da Ferdinando VI e da Maria Barbara di Braganza, probabilmente su suggerimento dell'amico Farinelli, quale pittore della corte e direttore dell'Accademia Reale di San Fernando, lavorando anche ad Aranjuez, a Segovia e per manifatture di arazzi.
Con l'opera dell'Amigoni la pittura arcadica europea raggiunge il suo apogeo: tanto nelle decorazioni che nelle sue tele mostra leggerezza e grazia, una luminosa eleganza di colori pastosi e freddi distesi a larghe pennellate. La sua chiarezza compositiva lo pone tra i più importanti rappresentanti della cultura pittorica arcadica e rococò.

## Opere
- Ritratto del conte Rodolfo di Colloredo, ca 1715, – Museo civico, Udine
- I santi Andrea e Caterina, 1717, – Chiesa di San Stae, Venezia
- Ritratto di Emanuela Teresa de Corde Jesu, ca 1719, Staatsgemäldesammlung, Monaco di Baviera
- Sant'Anastasia, 1726[2], Pala – Monastero di Benediktbeuern
- Cristo e i dottori della Legge; Presentazione di Maria al Tempio (1728), affresco – Abbazia di Ottobeuren
- Presentazione di Maria al Tempio, 1728, affresco – Abbazia di Ottobeuren
- Crocefissione, 1728, affresco – Abbazia di Ottobeuren
- Giunone riceve la testa di Argo, 1732, dipinto – collezione privata, Moor Park
- Ritratto del commerciante Sigismund Streit, 1739, – Staatliche Museen, Berlino
- Madonna del Rosario con san Domenico e santa Rosa da Lima, 1740, Parrocchiale di Prata di Pordenone
- Incontro di Anzia e Abrocome alle feste di Diana, 1743, Staatsgalerie Stuttgart, Stoccarda.
- Martirio di santa Tecla, 1745, – Duomo, Este
- Farinelli e un gruppo di amici, 1750, National Gallery of Victoria, Melbourne
- Ritratto di Farinelli con medaglia dell'Ordine di Calatrava, 1752, Staatsgalerie Stuttgart, Stoccarda
- Sei allegorie, affresco – Palazzo Reale, Aranjuez
- Martirio di sant'Orsola – Chiesa di Sant'Orsola, Augusta
- Sacra Famiglia – Neue Residenz, Bamberga
- Il ritrovamento della coppa nella sacca di Beniamino; Giuseppe nel Palazzo del Faraone – Università, Barcellona
- L'Immacolata, affresco – Monastero di Benediktbeuern
- Susanna e i vecchioni – Staatliche Museen, Berlino
- Betsabea al bagno – Staatliche Museen, Berlino
- Il sacrificio d'Isacco – Staatliche Museen, Berlino
- Lot e le figlie – Staatliche Museen, Berlino
- Ritratto di signora come Diana – Staatliche Museen, Berlino
- Il giudizio di Salomone – Staatliche Museen, Berlino
- Giacobbe e Rebecca alla fonte – Staatliche Museen, Berlino
- Il ritrovamento di Mosè – Staatliche Museen, Berlino
- La giovinezza di Bacco – Staatliche Museen, Berlino
- Il sacrificio di Ifigenia – Museo di Brest
- Ritratto di Farinelli – Museo nazionale d'arte rumeno, Bucarest
- Ritratto di Farinelli – Real Academia de Bellas Artes de San Fernando, Madrid
- Lo sposalizio di Maria – Museo civico, Conegliano Veneto
- Autoritratto; Giuditta con la testa di Oloferne; Betsabea al bagno – Museo di Darmstadt
- Predica di san Giovanni Battista – Museo Diocesano, Eichstadt
- Madonna col Bambino – Museo d'Arte, Lipsia
- Ritratto della regina Carolina – Ministero dei Lavori Pubblici, Londra
- Mercurio uccide Argo – Tate Gallery, Londra
- Ritratto di signora – County Museum of Art, Los Angeles
- Ritratto del marchese de la Ensenada – Prado, Madrid
- Ritratto dell'infante Maria Teresa Antonia – Prado, Madrid
- Ritratto di signora – Prado, Madrid
- La Veronica – Prado, Madrid
- Giove e Io – Moor Park, Hartfordshire
- Due santi in gloria; Madonna col Bambino – Staatsgemäldesammlung, Monaco di Baviera
- Madonna col Bambino e san Giovannino – Staatsgemäldesammlung, Monaco di Baviera
- Ritratto dell'abate Magnus Pachinger – Staatsgemäldesammlung, Monaco di Baviera
- Adorazione dei Magi – Staatsgemäldesammlung, Monaco di Baviera
- Venere e Adone – Staatsgemäldesammlung, Monaco di Baviera
- Apollo e Marsia – Residenz, Monaco di Baviera
- Callisto e un satiro – Residenz, Monaco di Baviera
- Gli ambasciatori turchi dal principe Max Emanuel – Bayerisches Nationalmuseum, Monaco di Baviera
- Betsabea al bagno – Museo Puskin, Mosca
- Pietro il Grande e Minerva – Ermitage, San Pietroburgo
- Giove e Callisto – Ermitage, San Pietroburgo
- Adorazione dei Magi – Staatsgalerie, Schleißheim
- Venere e Adone – Staatsgalerie, Schleissheim
- Maria Anna Carolina von Bayern – Staatsgalerie, Schleissheim
- Mercurio e Argo – Museo di Belle Arti, Seattle
- Madonna col Bambino – Galleria Nazionale, Sofia
- La continenza di Scipione – Palazzo Reale, Torino
- Decollazione del Battista – Museo di Storia e Arte, Trieste
- Diana e Atteone – Gallerie dell'Accademia, Venezia
- Il giudizio di Salomone – Gallerie dell'Accademia, Venezia
- Ester e Assuero – Gallerie dell'Accademia, Venezia
- Giuditta e Oloferne – Museo Correr, Venezia
- Gioele e Sisera – Museo Correr, Venezia
- San Gerolamo Emiliani – Chiesa della Salute, Venezia
- Visitazione – Chiesa di Santa Maria della Fava, Venezia
- Madonna col Bambino e san Francesco di Sales – Chiesa di Santa Maria della Fava, Venezia
- Ritratto della principessa Anna – Collezioni Reali, Castello di Windsor
- Diana e le ninfe al bagno, olio su tela
- Manio Curio Dentato preferisce le rape ai regali dei Sanniti – Museo Bredius, L'Aia

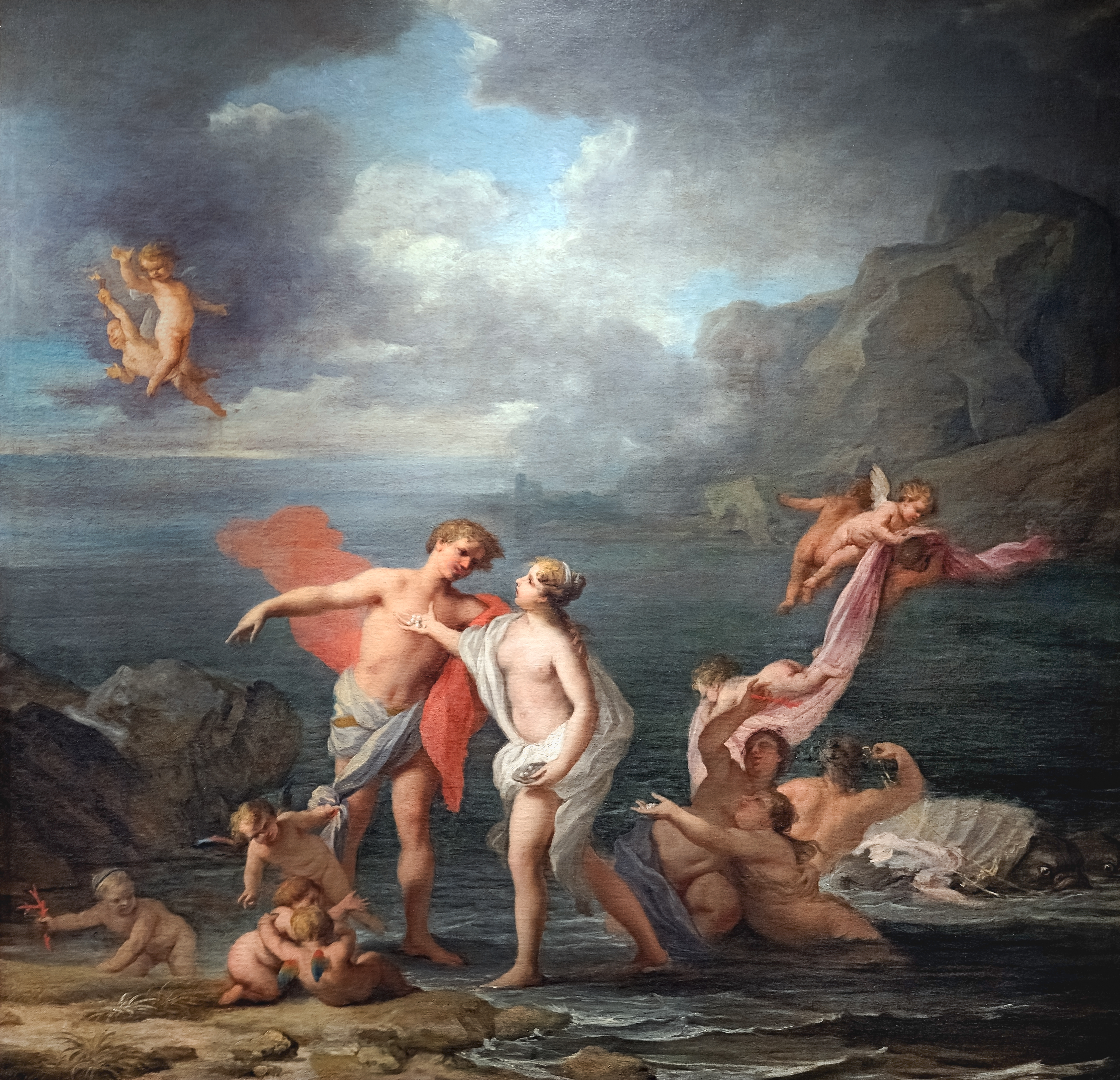
Venere e Adone con le Nereidi, Ca' Rezzonico, Venezia
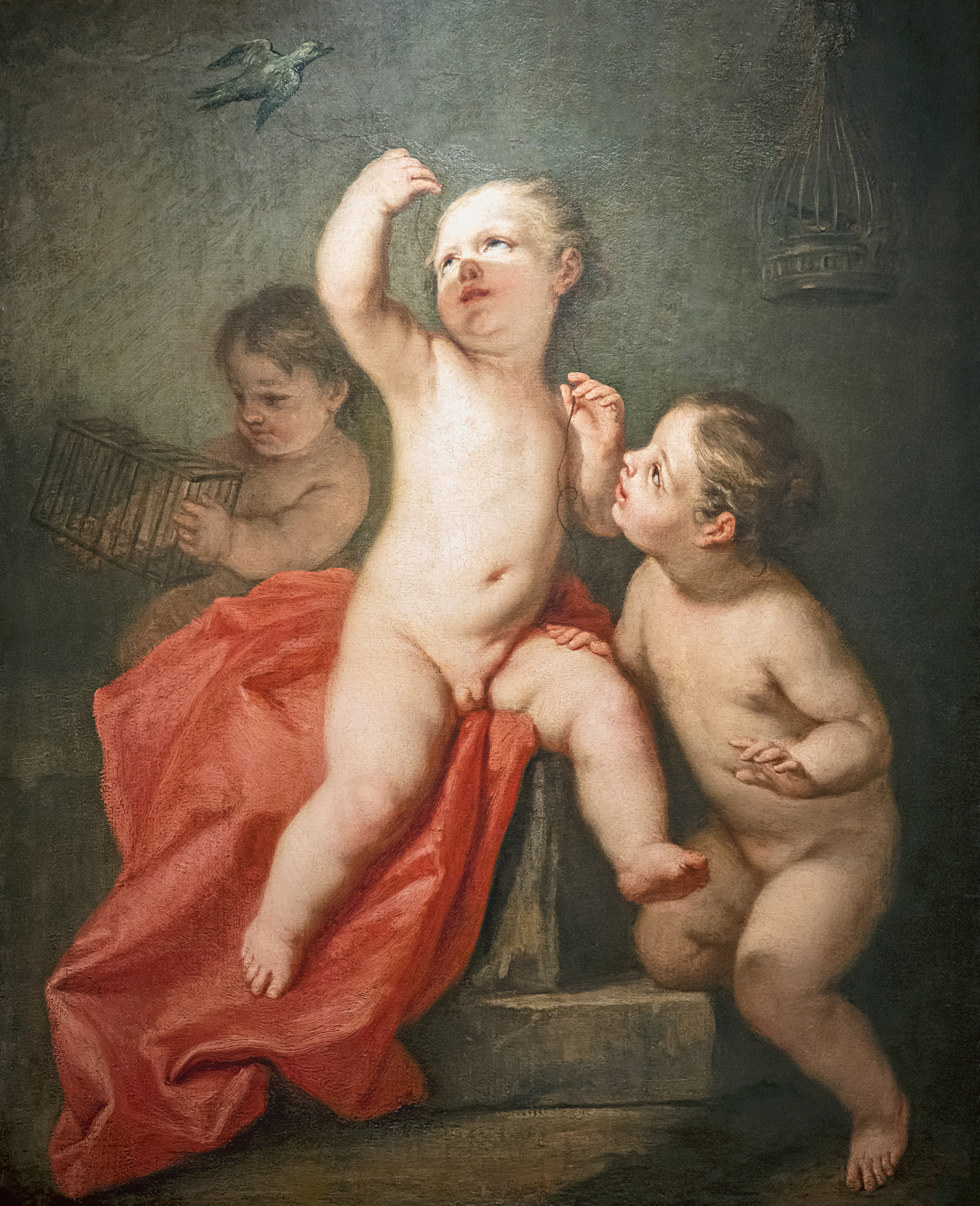
Bambini che giocano con un uccellino, Ca' Rezzonico, Venezia